# Raid de Grierson
Guerre de Sécession
Batailles
- Coffeeville
- Torpillage de l'USS Cairo
- Raid de Holly Springs
- Chickasaw Bayou
- Arkansas Post
- Yazoo Pass
- Steele's Bayou
- Raid de Grierson
- Newton's Station

Le raid de Grierson est un raid de cavalerie de l'Union pendant la campagne de Vicksburg de la guerre de Sécession. Il s'est déroulé du 17 avril au 2 mai 1863, en tant que diversion du plan d'attaque principal du major général Ulysses S. Grant contre Vicksburg, au Mississippi,.

## Contexte

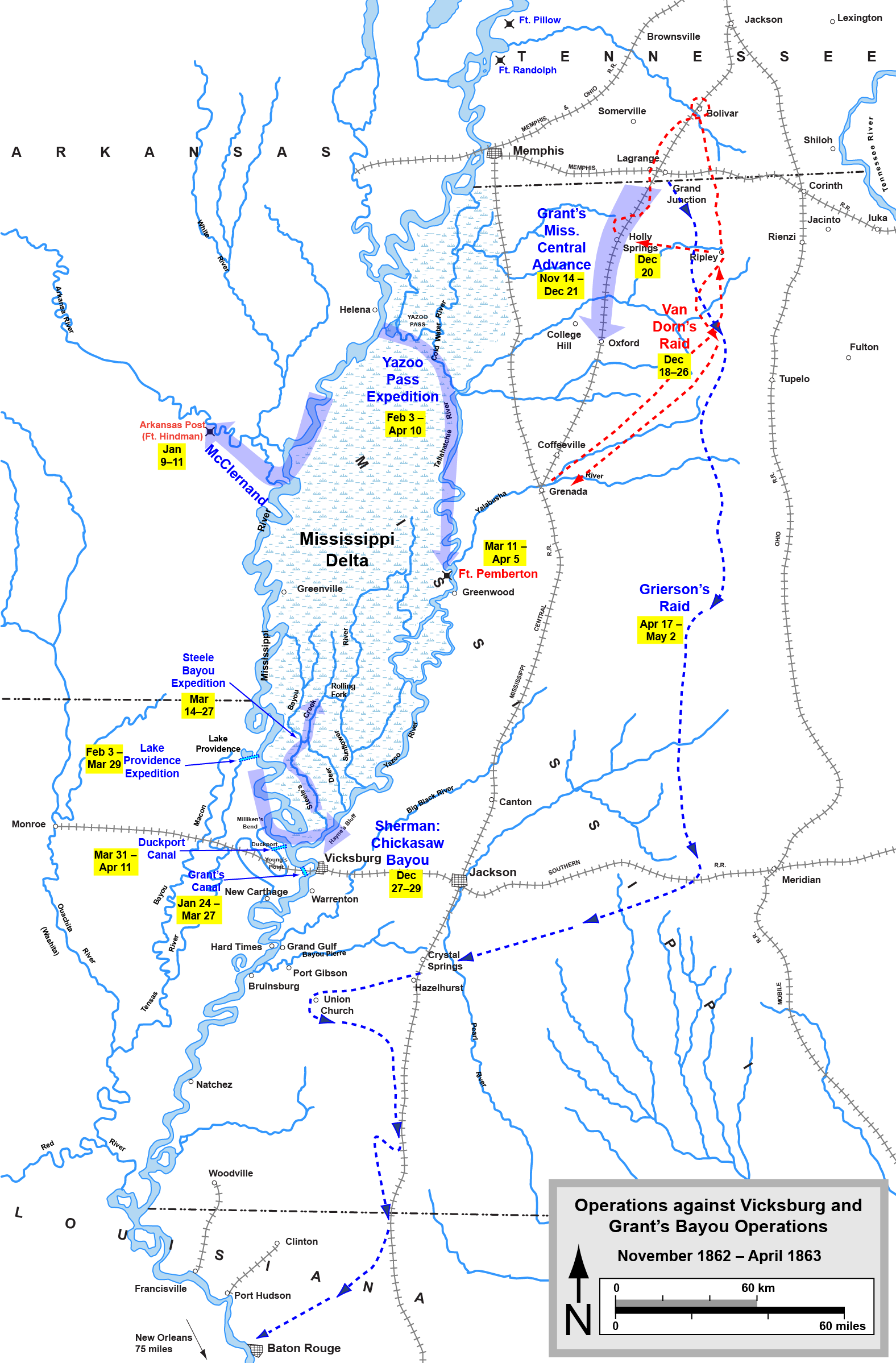
Des opérations de lutte contre Vicksburg, y compris Grierson du Raid.
Confédération
Union

Au début de 1863, le major général Charles Hamilton, commandant la section de Corinth de la division de Grant, suggère ce qui va devenir le raid de Grierson. Par la suite, en raison de l'insistance d'Hamilton pour obtenir un commandement qui lui permette de recueillir plus de gloire, Hamilton offre sa démission. Grant l'accepte rapidement.
Jusqu'à cette date, dans la guerre, les commandants de la cavalerie confédérée tels que Nathan Bedford Forrest, John Hunt Morgan, et J. E. B. Stuart ont réalisé des cercles autour de l'Union (littéralement, dans le cas de Stuart ; voir la campagne de la Péninsule), et il est temps de rendre la pareille aux expéditions de cavalerie confédérées. La tâche en revient au colonel Benjamin Grierson, un ancien professeur de musique qui, curieusement, déteste les chevaux après avoir reçu un coup de sabot à la tête lorsqu'il était enfant. La brigade de cavalerie de Grierson est composée des régiments des 6th et 7th Illinois et 2nd Iowa Cavalry.

## Raid
Grierson et ses 1 700 cavaliers, certains dans des uniformes confédérés servant d'éclaireurs pour la force principale, chevauchent sur plus de mille kilomètres (six cents miles) en territoire hostile (du sud Tennessee, dans l'État du Mississippi et jusqu'à Baton Rouge, en Louisiane tenu par l'Union), sur des routes où aucun soldat de l'Union n'a voyagé auparavant. Ils détruisent les chemins de fer et brûlent les traverses, libèrent les esclaves, brûlent entrepôts confédérés, détruisent les locomotives et les magasins du commissariat, détruisent des ponts et des ponts sur chevalet, incendient des bâtiments, et infligent dix fois plus de pertes qu'ils n'en subissent, tandis que des détachements de troupes font des feintes pour tromper les confédérés sur leur localisation réelle, leur intention et leur direction. Le total des pertes pour la brigade de Grierson pendant le raid est de trois tués, sept blessés, et neuf disparus. Cinq hommes malades et blessés sont laissés derrière, le long de la route, trop malades pour continuer.
Le lieutenant général confédéré  John C. Pemberton, commandant la garnison de Vicksburg, n'a que peu de cavalerie et ne peut rien faire pour arrêter Grierson. 

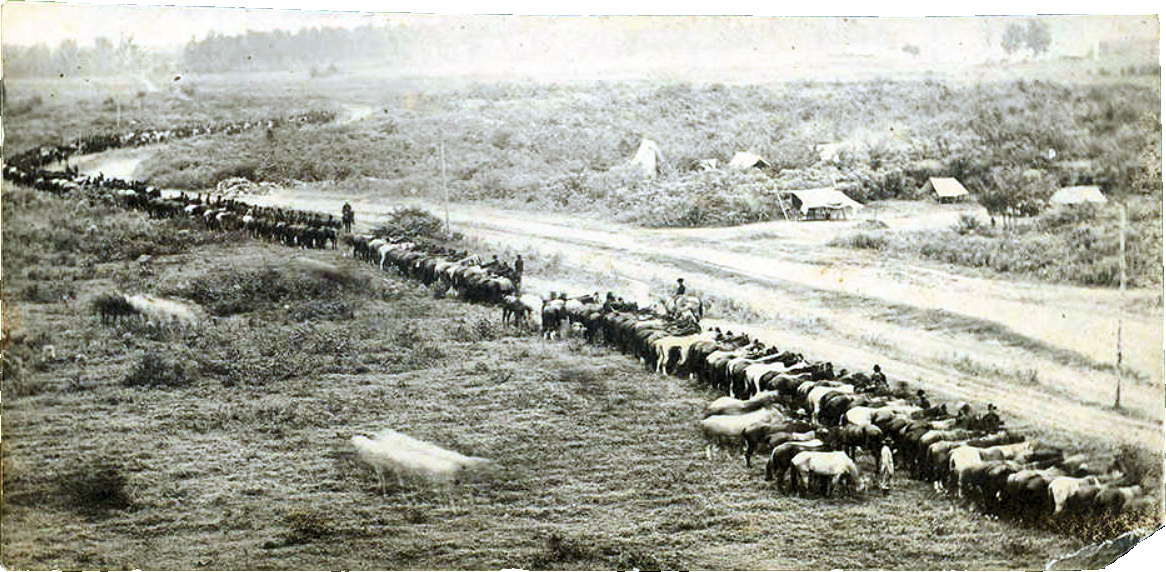
Cavaliers de Grierson.

Le meilleur commandant de cavalerie confédéré, le major général Nathan Bedford Forrest est à la poursuite d'un autre raider de l'Union, le colonel Abel Streight, en Alabama , et n'a donc pas la possibilité d'arrêter Grierson.
Alors que raid de Streight échoue, il distrait Forrest et permet probablement le succès du raid de Grierson. Bien que de nombreuses unités de cavalerie confédérées poursuivent Grierson vigoureusement à travers l'État (notamment celles menées par Wirt Adams et Robert V. Richardson), elles ne parviennent pas à arrêter le raid. Grierson et ses soldats épuisés chevauchent finalement jusqu'à Baton Rouge, en Louisiane occupée par l'Union. Avec les soldats d'une division entière de Pemberton attachés à défendre le chemin de fer de Vicksburg-Jackson contre un Grierson évasif, combiné avec la feinte du major général William T. Sherman au nord-est de Vicksburg (la bataille de Snyder's Bluff), les confédérés assiégés sont incapables de rassembler les forces nécessaires pour s'opposer au débarquement ultérieur de Grant au-dessous de Vicksburg sur la rive est du Mississippi à Bruinsburg.

## Dans les médias populaires
Le film Les cavaliers, réalisé par John Ford avec John Wayne, William Holden et Constance Towers, et le roman d'Harold Sinclair du même nom sur lequel il est fondé, sont des variations de fiction du raid de Grierson.